# Grand Hotel (Jönköping)

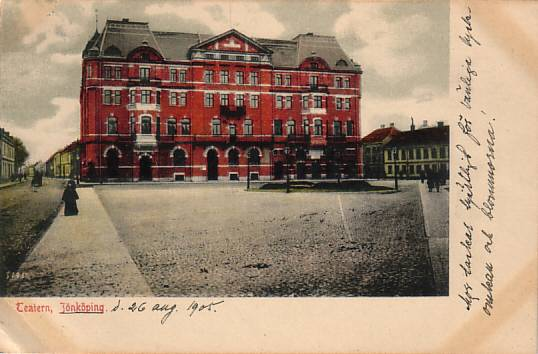
Grand Hotel Jönköping en una postal de 1905

El Grand Hotel Jönköping es uno de los hoteles más antiguos de Jönköping, inaugurado en 1905. Está situado en Hovrättstorget, una plaza con algunos de los edificios más antiguos de Jönköping.
El hotel se encuentra en un edificio protegido culturalmente, junto con el Teatro de Jönköping.